# مات تايلور (لاعب كريكت)
مات تايلور (بالإنجليزية: Matt Taylor)‏ (18 فبراير 1992 في نيوزيلندا - ) هو لاعب كريكت نيوزلندي. لعب مع Wellington cricket team ‏.

## وصلات خارجية
- مات تايلور على موقع إي آس بي آن كريك إنفو (الإنجليزية)